# Tomaž Naglič
Tomaž Naglič, slovenski smučarski skakalec, * 18. julij 1989, Kranj.
Naglič je član kluba SSK Žiri. V kontinentalnem pokalu je osvojil zmago 10. avgusta 2012 v Kuopiu, ima še eno drugo in dve tretji mesti. V svetovnem pokalu je debitiral 8. januarja 2011 na poletih v Harrachovu, ko je s 26. mestom osvojil svoje prve točke. Dan kasneje je na istem prizorišču osvojil še 23. mesto. 4. januarja 2014 je na tekmi turneje štirih skakalnic v Innsbrucku osvojil sedemnajsto mesto, 19. januarja 2014 je na tekmi v Zakopanah z osmim mestom dosegel najboljšo uvrstitev v karieri. Njegov osebni rekord je 225,5 m, dosežen na tekmovanju za svetovni pokal, leta 2018 v Planici. Trenutno poučuje športno vzgojo na Gimnaziji Jurija Vege Idrija.